# فائز السراج
فائز السراج (عربی: فائز السراج یا فايز السراج؛ زادهٔ ۱۹۶۰) یک سیاست‌مدار اهل لیبی و نخست‌وزیر کنونی این کشور است.